# غنبد (خوي)
غنبد هي قرية في مقاطعة خوي، إيران. يقدر عدد سكانها بـ 274 نسمة بحسب إحصاء 2016.